# Médaille

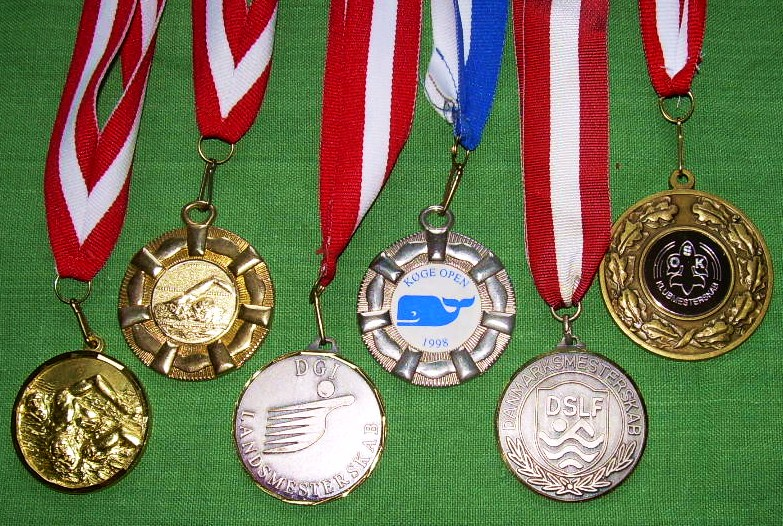
Médailles

Une médaille est un objet métallique généralement circulaire, souvent fait en métaux précieux (or ou argent) et éventuellement d'émaux. Lorsqu'elle est rectangulaire, on parle plutôt de plaque, voire plaquette (en). Elle est dite « pendante » lorsqu'elle est suspendue à un ruban, portée sur la poitrine (en boutonnière), en sautoir (autour du cou) ou en écharpe (d'une épaule au côté). On parle de médaille « de table » ou de « présentation » lorsqu'elle ne comporte aucun système de fixation, comme la médaille de la fondation Nobel.
À l'origine, elle désignait de la menue monnaie, venant du latin medalia qui désignait un demi-denier, ce qui correspondait en France à la maille.

## Historique

### Antiquité
Le premier exemple connu d'une médaille est relaté par l'historien Flavius Josèphe dans ses Antiquités judaïques à propos du Grand prêtre Jonhatan qui a reçu cette récompense par Alexandre le Grand pour avoir accepté d'incorporer dans son armée de valeureux Hébreux.

### Moyen Âge
Les bractéates, médailles où l'empreinte est en relief sur la face et en creux sur le revers, apparaissent dès le Ve siècle en Europe du Nord à l'époque de l'âge du fer germanique.

### Renaissance
L'artiste de la Renaissance Pisanello crée en 1438 sa première médaille célébrant la visite de Jean VIII Paléologue en Italie. Cette médaille est considérée comme la plus ancienne médaille coulée de la Renaissance, faisant de Pisanello le premier médailleur de l'histoire dont l'identité est connue. Le modèle pisanellien de la médaille, inspiré de l'Antiquité classique, a rapidement remporté un grand succès et a durablement influencé les médailleurs dans toute l'Europe,. Ce modèle se définit par un avers orné d'un portrait, le plus souvent de profil, et un revers orné d'un emblème se rapportant au sujet du portrait : il peut s'agir d'armoiries ou, de plus en plus souvent à la Renaissance, de compositions allégoriques et/ou symboliques. Des légendes et devises accompagnent ces éléments figurés. Le métal privilégié est le bronze.
Sigismond Malatesta, seigneur de Rimini, est avec les Este de Ferrare un des grands mécènes de Pisanello et promoteurs de la médaille dans l'Italie du XVe siècle. Les médailles sont alors destinées à être montrée aux amateurs d'art de manière privée et intime, passée de main en main du prince à ses courtisans. Lionel d'Este, le beau-frère de Sigismond, est le premier à commander des médailles dans les années 1440. Mais Sigismond est très certainement le premier à comprendre pleinement le potentiel politique de ces images. Il commande à Pisanello ses premières médailles le figurant en guerrier armé, prêt pour la bataille, ou bien chevauchant devant un château conquis. Le revers de la médaille réalisée par son artiste de cour Matteo de' Pasti en 1446 figure le château de Rimini, terminé la même année, et est le premier à figurer un bâtiment isolé.
Les médailles dispensent un message clair, renforcé par les légendes composées par les humanistes de la cour. Elles sont données aux fidèles ou échangées avec d'autres seigneurs. Placées dans les fondations et les murs de forteresses, elles ont parfois une fonction presque magique, tradition reprise de l'Antiquité romaine.
Initialement coulée puis ciselée, la médaille bénéficie au XVIe siècle de l'invention de la frappe au balancier qui concurrence alors le coulage.

## Différentes médailles
Une médaille peut aussi servir de document d'identité. C'est le cas des médailles de police, ou encore, à Paris, jusqu'en 1871, des médailles de membres de la Garde nationale, ou, de 1892 à 1966, des bronzes, médailles d'organisateurs du Bal des Quat'z'Arts.
Les médailles appelées décorations récompensent un acte ou une situation exceptionnelle, une longue période de service (comme la médaille du travail : argent =20 ans de service, vermeil =30 ans, or =35 ans et grand-or =40 ans), la participation à une campagne ou toutes sortes de services rendus à un État, à un souverain, à une institution ou un organisme.
La médaille est le plus souvent une décoration officielle obtenue à titre personnel (acte de sauvetage ou de bravoure) ou collectif (ensemble des participants à une expédition militaire). Si elles sont officielles (remises au nom d'un État ou reconnues par un État), elles peuvent être portées en boutonnière par le bénéficiaire sur le veston, l'habit ou l'uniforme sous forme d'un simple ruban, en réduction ou sous sa forme dite d'ordonnance (taille à sa création) suivant le cas (le récipiendaire doit en requérir le droit de port pour les médailles étrangères, auprès du ministère ad hoc).
Les médailles peuvent être dévotionnelles; parmi celles-ci figure la fameuse Médaille miraculeuse dont la diffusion à travers le monde a eu lieu à la suite des apparitions de la Vierge Marie à Catherine Labouré en 1830 dans la chapelle Notre-Dame-de-la-Médaille-miraculeuse, à Paris.
Une médaille peut être aussi un objet de bureau, offert comme témoin d'une récompense, d'une manifestation ou d'un présent fait par un organisme, une société, etc.
Des médailles commémoratives, religieuses (telles que les médailles de baptême) ainsi que des médailles touristiques sont vendues comme bijoux ou souvenirs sur les sites touristiques, religieux ou des magasins spécialisés. Ce sont des médailles privées et par là non officielles.

## Autres médailles

### Médailles sportives
Des médailles (d'or, d'argent ou de bronze) sont remises aux vainqueurs de compétitions sportives et à leurs suivants (deuxième, troisième…).
Dans la plupart des sports, en particulier les sports olympiques, une médaille est décernée aux trois premiers à l'issue d'une compétition :
- la médaille d'or pour le premier (ou les premiers dans le cas des sports collectifs) ;
- la médaille d'argent pour le(s) deuxième(s) ;
- la médaille de bronze pour le(s) troisième(s).

Par dérision, on dit souvent que le quatrième d'une compétition reçoit la « médaille en chocolat », s'agissant de la meilleure place pour laquelle aucune médaille n'est distribuée. Cependant, aux championnats des États-Unis de patinage artistique, une médaille en étain est officiellement attribuée à cette place.
Plusieurs disciplines olympiques font exception à cette règle des trois premiers à recevoir une médaille olympique. Ainsi, au judo, il existe un système de repêchage des participants éliminés jusqu'aux demi-finales. Les perdants des demi-finales ne s'affrontent pas mutuellement mais affrontent les deux finalistes du repêchage. Une médaille de bronze est attribuée au vainqueur de chacun de ces deux combats. En boxe, depuis les Jeux olympiques de 1952, il n'y a plus de finale pour la troisième place, les deux perdants des demi-finales reçoivent une médaille de bronze.

### Médailles religieuses
Médailles non officielles, on distingue :
- les croix de chapitre ;
- les récompenses des diocèses ;
- les médailles de pèlerinage ;
- les médailles de baptême (pieuses) ;
- les médailles de souvenirs ;
- la médaille de Notre-Dame des Grâces de la Chapelle de la Rue du Bac, à Paris ;
- la médaille de Notre-Dame des Larmes de Campinas, au Brésil.

### Médailles touristiques
La Médaille du tourisme, remise au récipiendaire « Au nom du Ministre du Tourisme », existe en or, en argent et en bronze.

## Sources
- Michel Pastoureau, Histoire de la médaille, Paris, Bibliothèque nationale, 1981, 20 p.
- Michel Pastoureau,« La naissance de la médaille : le problème emblématique », Revue numismatique, 1982, p. 205-221.
- Michel Pastoureau, « La naissance de la médaille : des impasses historiographiques à la théorie de l’image », Revue numismatique, 1988, p. 227-247.
- Article « Décorations », Règles typographiques, Imprimerie Nationale (2002).
- Bruno Dumons (dir.), La fabrique de l'honneur. Les médailles et les décorations en France (XIXe-XXe s.), Presses universitaires de Rennes, 2009, 200 p.
- Patrick Blanquart, « Cinq siècles de médailles religieuses au Puy-en-Velay : essai de numismatique religieuse, suivi d’un lexique », Bulletin historique de la Société académique du Puy-en-Velay et de la Haute-Loire, Le Puy-en-Velay, t. C,‎ 2024